# 김지성 (652년)
김지성(金志誠, 652년 ~ 720년)은 신라의 중기의 관리이다. 관등은 중아찬이다.

## 생애
통일신라시대의 최고 행정기구인 집사성의 시중인 집사시랑을 지냈고, 임금을 받드는 관직인 상사를 역임한 김지성은 67세 때 관직에서 물러나 한적한 곳에 살았다.
성덕왕 18년(719년)에 자신의 땅에서 돌아가신 아버지 김인장(金仁章)과 어머니 관소리(觀肖里) 부인을 명복을 빌기 위해서 20여 리의 전장(田莊)을 희사하여 남월산(南月山)에 감산사(甘山寺)를 조성하였고, 석조미륵보살입상을 만들었다. 그리고 개원(愷元) 이찬(伊飡)과 동생 양성(良誠) 소사(小舍)와 현도사(玄度師), 누이 고파리(古巴里), 전처 고노리(古老里)와 후처 아호리(阿好里), 서형 급한(及漢) 일길찬과 일당(一幢) 살찬(薩飡), 총민(聰敏) 대사(大舍)와 누이동생 수힐매(首肹買) 등에게 명복을 빌기 위해서 이러한 선행을 베풀었다. 어머니 관초리 부인이 고인이 되자 동해 흔지(欣支) 주변에 뼈를 뿌렸다고 한다.
성덕왕 19년(720년)에 김지성이 세상을 떠나자 감산사에서 아미타상을 만들었다. 그 아미타상에 새겨진 명문 내용은 김지성이 719년에 어머니를 위하여 미륵보살상을 조성하고, 아버지를 위하여 아미타여래상을 조성하고자 했으나 끝내 완성하지 못하고, 그 이듬해에 김지성이 사망을 하였고, 그의 명복을 빌기 위해서 720년 이후부터 이 아미타상을 만들었음을 알 수 있다.
그가 부모와 임금의 사혜를 보답하기 위해서 미륵보살상과 함께 이 아미타여래상을 조성하고 절에 안치한 것에 대해서는 김지성이 불교를 중히 여겼다. 불교만 중히 여긴것이 아니라 원래 자연을 좋아하여 《장자》의 소요편을 읽고는 노장사상을 흠모했다고 하였다. 도교적인 성향에 대해서도 언급되고, 그가 도교도 중히 여긴다고 생각된다. 그리고 당시에 신라 귀족들의 사상적인 측면까지도 알 수 있는 좋은 기록들을 남긴 인물이다. 이러한 일에 대해서는 《삼국유사》 권제3 탑상 제4 남월산조에도 언급되어 있는데, 감산사와 석조미륵상 1구와 아미타상 1구를 아버지 인장일길간과 어머니 관초리부인을 위해 조성했다고 간략하게 기록되어 있다.

## 같이 보기
- 경주 감산사
- 경주 감산사 석조미륵보살입상 - 국보 제81호
- 경주 감산사 석조아미타여래입상 - 국보 제82호
- 경주 감산사 석조비로자나불좌상 - 경상북도 유형문화재 제318호
- 경주 감산사지 삼층석탑 - 경상북도 문화재자료 제95호